# Щепихино (Костромская область)
Щепихино — упразднённая деревня в Антроповском районе Костромской области России.

## География
Урочище находится в центральной части Костромской области, в подзоне южной тайги, на левом берегу реки Тарасовки, вблизи места впадения её в реку Кусь, к западу от автодороги 34К-43, на расстоянии приблизительно 45 километров (по прямой) к юго-юго-западу от посёлка Антропово, административного центра района.

### Климат
Климат характеризуется как умеренно континентальный, с продолжительной холодной многоснежной зимой и коротким сравнительно тёплым летом. Среднегодовая температура воздуха — 2,5 °C. Средняя температура воздуха самого холодного месяца (января) — −12,6 °C (абсолютный минимум — −38 °C); самого тёплого месяца (июля) — 18,2 °C (абсолютный максимум — 36 °С). Годовое количество атмосферных осадков — 500—550 мм, из которых большая часть выпадает в тёплый период.

## История
В «Списке населенных мест Костромской губернии по сведениям 1870-72 годов» населённый пункт упомянут как деревня Галичского уезда, расположенная при речке Тарасовке, в 55 верстах от уездного города. В Щепихине имелся 4 двора и проживало 47 человек (20 мужчин и 27 женщин).
В 1907 году в деревне, относившейся к Сретенской волости, имелось 12 дворов и проживал 71 человек.
По состоянию на 1 января 1981 года входила в состав Михайловского сельсовета.